# Station Lubin Górniczy
Station Lubin Górniczy is een spoorwegstation in de Poolse plaats Lubin.